# Marolles-en-Brie, Val-de-Marne

Marolles-en-Brie este o comună în departamentul Val-de-Marne, Franța. În 2009 avea o populație de 5,000 de locuitori.